# 권종목
권종목(權鍾穆, 1886년 8월 10일~1959년 9월 11일)은 한국의 독립운동가이다.

## 생애
1886년 8월 10일에 조선 경기도 용인에서 태어난 그는 1919년 3월 28일에 홍종욱(洪鍾煜) 형제 등과 용인에서 군중 400여 명을 인솔하며 태극기를 앞세우고 독립만세를 외치며 만세운동을 전개하다가 붙잡혀 구속되었다.
1993년에 대한민국 정부는 그의 공훈을 기려 건국훈장 애족장을 추서했다.